# Bagrat I de Abjasia
Bagrat I (en georgiano: ბაგრატ I) fue Rey de Abjasia entre 882 y 894. Era el segundo hijo de Demetrio II de la dinastía Achba. 

## Vida
Después de que el usurpador John Shavliani ocupara el trono Bagrat huyó a Constantinopla y vivió allí algún tiempo hasta que regresó a Abjasia en 887/888. Depuso y ejecutó a Adarnase Shavliani (el hijo de John Shavliani) y reclamó el trono. Entonces se casó con una hija de Guaram Bagrationi, gobernante de Tao-Klarjeti y tuvo un hijo Constantino que le sucedió en el trono de Abjasia.

### Intervención en Tao-Klarjeti
Bagrat apoyó a su cuñado, Nasra que intentó tomar el poder en Tao-Klarjeti, asesinando a David I curopalates en 881 y colocando en el trono a Gurgen. Después del asesinato, Nasra tuvo que huir al Imperio bizantino, de donde fue rescatado por Bagrat I. Bagrat consiguió la ayuda militar bizantina e invadió las posesiones de los bagrátidas en nombre de Nasra en 887. El hijo único de David I, Adarnases se unió entonces con Ashot I de Armenia y resistió a los invasores. No obstante, la contienda dinástica degeneró en un conflicto regional. Finalmente, Gurgen se unió a Adarnase contra Nasra que fue vencido y ejecutado en 888.

## Familia
Bagrat desposó a una hija de Smbat I de Armenia:

### Descendencia
- Constantino III, Rey del Abjasia de 893 hasta 922.